# 阮福綿宭
阮福綿宭（越南语：／，1828年8月31日—1863年8月17日），越南阮朝明命帝第四十子，生母賢妃吳氏政。
明命九年七月二十一日（1828年8月31日），阮福綿宭在順化皇城出生。明命二十一年（1840年）正月，受封為和國公（越南语：／）。嗣德十六年七月初四日（1863年8月17日），阮福綿宭去世，壽三十六歲，賜諡敦允。葬於承天府香水縣居正總月瓢社，在香水縣居正總慶祿社建祠祭祀。

## 子女
阮福綿宭有6子5女。後裔按御賜隹字部起名。
- 長子阮福洪準，襲封和鄉侯。
- 某子
  - 孫阮福膺𨾿襲封助國卿。